# Килимові акули
Килимові акули (Orectolobidae) — родина акул з підряду Orectoloboidei ряду Воббегонгоподібні. Має 3 роди та 12 видів. Інші назви «воббегонги», «вусаті акули».

## Опис
Загальна довжина представників цієї родини коливається від 90 см до 3 м. Мають масивне стисле зверху тіло, що дозволяє їм проживати і полювати в придонному шарі морів і океанів. У них велика кругла голова, маленькі очі, які майже не помітні. Завдяки будові голови та тулуба отримали свою назву. Характерна бахрома шкірних наростів, присутня по контуру голови і тіла цих акул нагадує своєрідну бороду або вуса, а забарвлення тіла — перський килим. Ніздрі з'єднані з кутами рота глибокою канавкою. У переднього краю кожної ніздрі мається м'ясистий вусик, який є органом дотику. Їх налічує до 5—6. За очима є бризкальця, що дозволяють цим рибам дихати в нерухомому стані. Зуби дрібні, з багатьма вершинами, мають багатофункціональне призначення — від утримання слизької здобичі, до перемелювання панцирів ракоподібних та молюсків. Спинні плавці невеликі, сильно зміщені до хвостової частини тіла. Грудні й черевні плавці добре розвинені, великі, округлих форм. Хвостовий плавець зі слабо розвиненою нижньою лопаттю, вузький і довгий.
Забарвлення тіла дуже строката — маскувальна.

## Спосіб життя
Це бентофаги, донні акули. Здатні дихати, перебуваючи в нерухомому стані, на дні. Це досягається вентиляцією води через бризкальця і зяброві щілини, не відкриваючи рота. Циркуляція води стимулюється щічним насосом. Забарвлення і додаткові шкірні вирости на тілі сприяють унікальним властивостям цих хижаків маскуватися серед природних укриттів під час полювання. Живляться костистими і дрібними хрящовими рибами, головоногими молюсками (кальмарами, восьминогами, каракатицями), різними ракоподібними — креветками, крабами і лангустами, а також морськими зміями, черв'яками. Полюють із засідки, наблизившись до здобичі хапають різким кидком, використовуючи щоковий насос (створення вакууму в пащі за рахунок роздування щік) для захоплення жертви.
Це яйцеживородні акули.

## Розповсюдження
Мешкають у східній частині Індійського океану та на заході Тихого океану. Переважно у тропічних та субтропічних водах, лише деякі здатні витримувати температуру у помірно теплих широтах, сягаючи острова Хоккайдо (Японія), Приморського краю (Росія).

## Роди та види
- Рід Eucrossorhinus Regan, 1908
  - Eucrossorhinus dasypogon Bleeker, 1867
- Рід Orectolobus Bonaparte, 1834
  - Orectolobus floridus Last & Chidlow, 2008
  - Orectolobus halei Whitley, 1940
  - Orectolobus hutchinsi Last, Chidlow & Compagno, 2006
  - Orectolobus japonicus Regan, 1906
  - Orectolobus leptolineatus Last, Pogonoski & W. T. White, 2010
  - Orectolobus maculatus Bonnaterre, 1788
  - Orectolobus ornatus De Vis, 1883
  - Orectolobus parvimaculatus Last & Chidlow, 2008
  - Orectolobus reticulatus Last, Pogonoski & W. T. White, 2008
  - Orectolobus wardi Whitley, 1939
- Рід Sutorectus Whitley, 1939
  - Sutorectus tentaculatus W. K. H. Peters, 1864